# Me resbala (Uruguay)
Me Resbala (Uruguay) es un programa de televisión (basado en el programa francés Vendredi tout est permis emitido por TF1) que se estrenó el 4 de febrero de 2015 por el canal Teledoce. El espacio, presentado por Rafael Villanueva, se emite los días sábados en horario central, al principio se emitía los miércoles a las 22:30. Se han realizado hasta la fecha una sola temporada.

## Formato
En cada edición, Me resbala reúne a cómicos e invitados, quienes compiten entre sí poniendo a prueba sus dotes interpretativas, mediante retos y pruebas. Entre estos juegos, la prueba estrella del espacio es el "Teatro de pendiente", en el que deben actuar en un escenario con una inclinación de 22,5º, en el que cualquier resbalón o tropiezo puede provocar caídas y deslizamientos como en un tobogán, fingiendo normalidad.
Al final del programa, una persona del público, elegida al azar, decide cuál de los participantes gana el premio por ser, en su opinión, el más divertido de la noche, que además se lleva el premio del programa.

## Pruebas
- A Bailar: Un participante deberá bailar e interpretar 6 fragmentos de distintas canciones, los demás participantes también podrán jugar.
- ABC de la Historia: A partir de una premisa básica, los participantes deberán ir diciendo cada uno una frase. siguiendo el orden del abecedario, con coherencia.
- Alfabody: Dos participantes han de comunicar al resto una palabra dada, pero para ello sólo cuentan con sus cuerpos. Deben reproducir cada una de las letras tirados en el suelo y tratando de imitar la forma de la letra. Los espectadores lo verán con una cámara cenital.
- Alfasing: Juegan todos los participantes. Tienen que cantar una canción que inicie con la letra que se halla escrita en la pantalla. Podrán ayudar a los otros.
- Bailar Pegados: Dos participantes bailarán juntos, pero deberán mantener en contacto partes del cuerpo, una ruleta será la que marcará qué partes del cuerpo deberán juntarse.
- Camelo Días: Los participantes tienen que interpretar a un integrante de una banda musical, cuando suene la alarma deberán cambiarse hacia la derecha, pero también cambiará la canción.
- Chau, Chau Helios: Los invitados deberán tragar el helio que está dentro de un globo, y dar un discurso diciendo 3 determinadas palabras.
- ¡Compre Ya!: Dos participantes se acercarán a una mesa y elegirán un producto, el cual lo deberán vender como si fuese un comercial de tele-compras.
- ¡Decilo más Fuerte!: Mientras uno de los participantes tiene música al máximo en los auriculares, tiene que leerle los labios al otro, que estará diciendo una frase.
- Dibujódromo: Un participante tendrá que dibujar determinados objetos y el otro adivinar que son, pero ambos estarán corriendo sobre la caminadora.
- Dígalo con Música: Un participante estará escuchando una canción y deberá interpretarla; para que el resto de los participantes la adivinen, pero ellos estarán con unos auriculares, para aislar todo los sonidos. Deberán adivinar el nombre de la canción y su autor.
- Dobla o Nada: Dos participantes deberán doblar las voces de una película famosa sobre la marcha, mientras la están viendo. El argumento original es modificado, como si los actores de la película estuviesen haciendo otra cosa.
- Duro de Bailar: Un participante deberá bailar una canción, respetando una consigna que aparecerá en la pantalla.
- ¿Está Consuelo?: Los actores interpretan una escena tirados en el piso, tratando de simular que están en pie. En la gran pantalla, se proyecta un plano cenital, haciendo creer al espectador que los cómicos están actuando de pie.
- Fotomatopeyas:  Juegan tres participantes. Uno de ellos debe conseguir que los otros dos adivinen una palabra únicamente mediante sonidos. Para evitar que gesticulen, llevan las manos atadas a la espalda. Una vez adivinada, se cambian de posición.
- ¿Kara o Ke Ase?: Un participante ha de cantar una conocida canción, entonando sobre la melodía un texto que no tiene nada que ver con ella.
- Karaoke Pa'tras: Un participante deberá cantar una canción, pero con la letra de atrás hacia adelante.
- Kareto Kid: Un participante se pondrá detrás de un atril y tendrá que representar una historia que le irá leyendo el presentador, pero solo podrá actuar mediante expresiones faciales.
- La Serenata: Dos cómicos intentarán cortejar a la encantadora princesa recitando un poema con tres palabras que aparecerán en la pantalla. Uno canta al estilo juglar y otro al estilo rapero. Al final la princesa canta otra canción, incluyendo tres palabras, para decidir con qué pretendiente se queda.
- Manos a la Sombra: Dos de los participantes, colocados detrás de una pantalla, intentarán que el tercero consiga adivinar el título de una película, serie o libro, proyectando sombras chinas.
- Mira Quién Canta: Un participante deberá interpretar una canción haciendo playback de un artista famoso.
- Musicleta: Dos participantes se subirán a una bicicleta, entonces deben pedalear y descubrir la velocidad para que se entienda la canción: si pedalean lento, la música va muy lento, y si pedalean rápido, la música va muy rápido.
- Palabras Prohibidas: Juegan dos participantes. Uno de ellos debe conseguir que el otro adivine una palabra escrita en la pantalla, que el otro no podrá ver. Para poder interpretarla podrá decir cualquier palabra menos la de la pantalla.
- Preguntas Revolcadas: Un participante deberá responder preguntas que se las dirá el conductor, pero tendrá un obstáculo.
- ¡Qué Caripela!: Varios niños mandaron videos realizando caras graciosas, entonces cada participante debía imitarla.
- Qué tarareado: Juegan tres participantes. Cada uno de ellos deberá tararear una canción para que sus compañeros la adivinen. Una vez adivinada se cambian de posición.
- Se te Ve el Cartón: Juegan dos participantes. Cada uno de ellos pone la cabeza en el agujero de una fotografía de un personaje famoso, y deben ir haciéndose preguntas el uno al otro para descubrir de qué personaje se trata. Sólo pueden hacerse preguntas que puedan responderse con "sí" o "no". Cuando uno de ellos haga una pregunta cuya respuesta sea "no", empieza a preguntar el otro.
- Seguime si Podes: Juegan cuatro participantes. Tres deberán imitar la coreografía que hace el que está parado adelante, cuando suene la alarma deberán cambiarse hacia la derecha, pero también cambiará la canción.
- Si Querés Llorar, Llorá: Tres participantes deberán contarle un cuento a un bebé, pero deben mencionar varias palabras que se les van dando, todas ellas muy difíciles de incluir en el argumento de un cuento. El bebé responderá riendo, gruñendo, o llorando; se orinará, vomitará e incluso los rociará con espuma.
- Sopa de Siameses: Dos participantes deberán ponerse de frente a la pantalla y dos de espaldas a esta, pero cada equipo estará unido por una camiseta. El equipo deberá decir con mímica una palabra para que el otro lo pueda adivinar.
- Teatro de Pendiente: Es la prueba estrella del programa. Los participantes tienen que escenificar un sketch en un decorado construido con un desnivel del 22,5º. El objetivo de los participantes es actuar con normalidad, como si el set estuviese nivelado, pero la inclinación provoca que sea muy difícil conseguirlo. El presentador les va indicando lo que deben representar, improvisando como si fueran sus marionetas. Cada semana, el decorado muestra un lugar distinto: una peluquería, el dormitorio de una casa, un gimnasio, un boliche, un bosque, un barco, un salón del lejano oeste, la ciudad Piedradura...
- Un Pasito Pa’lante, un Pasito Pa’tras: Los participantes deberán interpretar un guion de forma libre, pero el conductor apretará los botones de un control, que hará que la historia vaya hacia adelante o hacia atrás.
- ¿Y mi Taxi?: Un participante deberá ser el conductor del taxi, tratando de adivinar los personajes famosos que se suben al taxi, que serán interpretados por algunos participantes. El taxista no podrá mirar hacia atrás, donde estará sentado uno de los participantes.

## Primera temporada (2015)

### Participantes
|                      | Programa | Programa | Programa | Programa | Programa | Programa | Programa | Programa | Programa | Programa | Programa | Programa | Programa | Programa | Programa | Programa | Programa | Programa | Programa | Programa | Programa | Programa |
| 1                    | 2        | 3        | 4        | 5        | 6        | 7        | 8        | 9        | 10       | 11       | 12       | 13       | 14       | 15       | 16       | 17       | 18       | 19       | 20       | 21       | 22       |          |
| -------------------- | -------- | -------- | -------- | -------- | -------- | -------- | -------- | -------- | -------- | -------- | -------- | -------- | -------- | -------- | -------- | -------- | -------- | -------- | -------- | -------- | -------- | -------- |
| Adriana Da Silva     |          |          |          |          |          |          |          |          |          |          |          |          |          |          |          |          |          |          |          |          |          |          |
| Agustín Casanova     |          |          |          |          |          |          |          |          |          |          |          |          |          |          |          |          |          |          |          |          |          |          |
| Alejandro Figueredo  |          |          |          |          |          |          |          |          |          |          |          |          |          |          |          |          |          |          |          |          |          |          |
| Ana Laura Romano     |          |          |          |          |          |          |          |          |          |          |          |          |          |          |          |          |          |          |          |          |          |          |
| Andy Vila            |          |          |          |          |          |          |          |          |          |          |          |          |          |          |          |          |          |          |          |          |          |          |
| Cacho de la Cruz     |          |          |          |          |          |          |          |          |          |          |          |          |          |          |          |          |          |          |          |          |          |          |
| Camila Rajchman      |          |          |          |          |          |          |          |          |          |          |          |          |          |          |          |          |          |          |          |          |          |          |
| Coco Echagüe         |          |          |          |          |          |          |          |          |          |          |          |          |          |          |          |          |          |          |          |          |          |          |
| Damián Herrera       |          |          |          |          |          |          |          |          |          |          |          |          |          |          |          |          |          |          |          |          |          |          |
| El Gucci             |          |          |          |          |          |          |          |          |          |          |          |          |          |          |          |          |          |          |          |          |          |          |
| Sebastián Abreu      |          |          |          |          |          |          |          |          |          |          |          |          |          |          |          |          |          |          |          |          |          |          |
| Mago Daniel K        |          |          |          |          |          |          |          |          |          |          |          |          |          |          |          |          |          |          |          |          |          |          |
| El Reja              |          |          |          |          |          |          |          |          |          |          |          |          |          |          |          |          |          |          |          |          |          |          |
| Fer Vázquez          |          |          |          |          |          |          |          |          |          |          |          |          |          |          |          |          |          |          |          |          |          |          |
| Gerardo Nieto        |          |          |          |          |          |          |          |          |          |          |          |          |          |          |          |          |          |          |          |          |          |          |
| Guillermo Lockhart   |          |          |          |          |          |          |          |          |          |          |          |          |          |          |          |          |          |          |          |          |          |          |
| Iliana Da Silva      |          |          |          |          |          |          |          |          |          |          |          |          |          |          |          |          |          |          |          |          |          |          |
| Juanchi Hounie       |          |          |          |          |          |          |          |          |          |          |          |          |          |          |          |          |          |          |          |          |          |          |
| Juanfra Saralegui    |          |          |          |          |          |          |          |          |          |          |          |          |          |          |          |          |          |          |          |          |          |          |
| María Jesús Fabini   |          |          |          |          |          |          |          |          |          |          |          |          |          |          |          |          |          |          |          |          |          |          |
| Kairo Herrera        |          |          |          |          |          |          |          |          |          |          |          |          |          |          |          |          |          |          |          |          |          |          |
| Leonardo Lorenzo     |          |          |          |          |          |          |          |          |          |          |          |          |          |          |          |          |          |          |          |          |          |          |
| Lucía Brocal         |          |          |          |          |          |          |          |          |          |          |          |          |          |          |          |          |          |          |          |          |          |          |
| Luciana Acuña        |          |          |          |          |          |          |          |          |          |          |          |          |          |          |          |          |          |          |          |          |          |          |
| Marcel Keoroglian    |          |          |          |          |          |          |          |          |          |          |          |          |          |          |          |          |          |          |          |          |          |          |
| María García         |          |          |          |          |          |          |          |          |          |          |          |          |          |          |          |          |          |          |          |          |          |          |
| María Noel Riccetto  |          |          |          |          |          |          |          |          |          |          |          |          |          |          |          |          |          |          |          |          |          |          |
| Martina Graf         |          |          |          |          |          |          |          |          |          |          |          |          |          |          |          |          |          |          |          |          |          |          |
| Matías Alé           |          |          |          |          |          |          |          |          |          |          |          |          |          |          |          |          |          |          |          |          |          |          |
| Maxi de la Cruz      |          |          |          |          |          |          |          |          |          |          |          |          |          |          |          |          |          |          |          |          |          |          |
| Nacho Cardozo        |          |          |          |          |          |          |          |          |          |          |          |          |          |          |          |          |          |          |          |          |          |          |
| Pablo Fabregat       |          |          |          |          |          |          |          |          |          |          |          |          |          |          |          |          |          |          |          |          |          |          |
| Paola Bianco         |          |          |          |          |          |          |          |          |          |          |          |          |          |          |          |          |          |          |          |          |          |          |
| Patricia Fierro      |          |          |          |          |          |          |          |          |          |          |          |          |          |          |          |          |          |          |          |          |          |          |
| Patricia Wolf        |          |          |          |          |          |          |          |          |          |          |          |          |          |          |          |          |          |          |          |          |          |          |
| Patricio Giménez     |          |          |          |          |          |          |          |          |          |          |          |          |          |          |          |          |          |          |          |          |          |          |
| Rafa Villanueva      |          |          |          |          |          |          |          |          |          |          |          |          |          |          |          |          |          |          |          |          |          |          |
| Rufo Martínez        |          |          |          |          |          |          |          |          |          |          |          |          |          |          |          |          |          |          |          |          |          |          |
| Sebastián González   |          |          |          |          |          |          |          |          |          |          |          |          |          |          |          |          |          |          |          |          |          |          |
| Soledad Ramírez      |          |          |          |          |          |          |          |          |          |          |          |          |          |          |          |          |          |          |          |          |          |          |
| Varina de Césare     |          |          |          |          |          |          |          |          |          |          |          |          |          |          |          |          |          |          |          |          |          |          |
| Victoria Zangaro     |          |          |          |          |          |          |          |          |          |          |          |          |          |          |          |          |          |          |          |          |          |          |
| Virginia Dobrich     |          |          |          |          |          |          |          |          |          |          |          |          |          |          |          |          |          |          |          |          |          |          |
| Vicky Rodríguez      |          |          |          |          |          |          |          |          |          |          |          |          |          |          |          |          |          |          |          |          |          |          |
| Victoria Xipolitakis |          |          |          |          |          |          |          |          |          |          |          |          |          |          |          |          |          |          |          |          |          |          |
| Ximena Barbé         |          |          |          |          |          |          |          |          |          |          |          |          |          |          |          |          |          |          |          |          |          |          |

     Ganador del Programa

     Participante

     Invitado

     Conductor del Programa

     Invitado y Ganador del Programa

     Nuevo Participante del Programa

### Programas y audiencias
| N.º | #  | Participantes | Ganador/a        | Fecha de emisión      | Inicio | Rating Ind. | Fuente               |
| --- | -- | --- | ---------------- | --------------------- | ------ | ----------- | -------------------- |
| 1   | 1  | Coco Echagüe, Luciana Acuña, Marcel Keoroglian, Patricia Wolf, Maxi de la Cruz, María Noel Riccetto, Sebastián Abreu            | Coco Echagüe     | 4 de febrero de 2015  | 21:11  | 8.1         | Mediciones y Mercado |
| 2   | 2  | Coco Echagüe, Luciana Acuña, Marcel Keoroglian, Patricia Wolf, Maxi de la Cruz, Paola Bianco                                    | Paola Bianco     | 11 de febrero de 2015 | 22:27  | 6.5         | Mediciones y Mercado |
| 3   | 3  | Coco Echagüe, Luciana Acuña, Maxi de la Cruz, Patricia Wolf, Guillermo Lockhart, Lucía Brocal                                   | Maxi de la Cruz  | 18 de febrero de 2015 | 21:25  | 6.4         | Mediciones y Mercado |
| 4   | 4  | Coco Echagüe, Luciana Acuña, Marcel Keoroglian, Patricia Wolf, Maxi de la Cruz, Virginia Dobrich, Juanchi Hounie                | Patricia Wolf    | 25 de febrero de 2015 | 22:50  | 6.5         | Mediciones y Mercado |
| 5   | 5  | Coco Echagüe, Luciana Acuña, Marcel Keoroglian, Patricia Wolf, Maxi de la Cruz, Paola Bianco, Pablo Fabregat                    | Luciana Acuña    | 4 de marzo de 2015    | 22:39  | 6.6         | Mediciones y Mercado |
| 6   | 6  | Coco Echagüe, Luciana Acuña, Marcel Keoroglian, Patricia Wolf, Maxi de la Cruz, Paola Bianco, Patricio Giménez, Patricia Fierro | Patricio Giménez | 11 de marzo de 2015   | 22:45  | 6.0         | Mediciones y Mercado |
| 7   | 7  | Coco Echagüe, Luciana Acuña, Marcel Keoroglian, Patricia Wolf, Maxi de la Cruz, Paola Bianco, Gerardo Nieto, Martina Graf       | Gerardo Nieto    | 18 de marzo de 2015   | 22:46  | 5.0         | Mediciones y Mercado |
| 8   | 8  | Paola Bianco, Coco Echagüe, Luciana Acuña, Marcel Keoroglian, Patricia Wolf, Kairo Herrera, Vicky Rodríguez                     | Vicky Rodríguez  | 25 de marzo de 2015   | 22:46  | 5.1         | Mediciones y Mercado |
| 9   | 9  | Coco Echagüe, Luciana Acuña, Marcel Keoroglian, Patricia Wolf, Maxi de la Cruz, Paola Bianco, Andy Vila, María Jesús Fabini     | Patricia Wolf    | 1° de abril de 2015   | 22:42  | 4.1         | Mediciones y Mercado |
| 10  | 10 | Luciana Acuña, Maxi de la Cruz, Patricia Wolf, Coco Echagüe, Paola Bianco, El Gucci, Varina de Césare                           | El Gucci         | 8 de abril de 2015    | 22:46  | 3.9         | Mediciones y Mercado |
| 11  | 11 | Luciana Acuña, Maxi de la Cruz, Patricia Wolf, Coco Echagüe, Iliana da Silva, Damián Herrera                                    | Iliana da Silva  | 15 de abril de 2015   | 22:44  | 5.3         | Mediciones y Mercado |
| 12  | 12 | Luciana Acuña, Maxi de la Cruz, Patricia Wolf, Coco Echagüe, Ana Laura Romano, Rufo Martínez                                    | Ana Laura Romano | 22 de abril de 2015   | 22:39  | 6.4         | Mediciones y Mercado |
| 13  | 13 | Coco Echagüe, Luciana Acuña, Marcel Keoroglian, Patricia Wolf, Maxi de la Cruz, Paola Bianco, Nacho Cardozo, Adriana Da Silva   | Adriana Da Silva | 29 de abril de 2015   | 22:46  | 5.4         | Mediciones y Mercado |
| 14  | 14 | Luciana Acuña, Marcel Keoroglian, Patricia Wolf, Maxi de la Cruz, Paola Bianco, Cacho de la Cruz, Vicky Xipolitakis             | Cacho de la Cruz | 6 de mayo de 2015     | 22:44  | 5.3         | Mediciones y Mercado |
| 15  | 15 | Maxi de la Cruz, Patricia Wolf, Coco Echagüe, Paola Bianco, Marcel Keoroglian, Luciana Acuña, El Mago Daniel K                  | Luciana Acuña    | 16 de mayo de 2015    | 20:30  | 2.4         | Mediciones y Mercado |
| 16  | 16 | Maxi de la Cruz, Patricia Wolf, Coco Echagüe, Paola Bianco, Marcel Keoroglian, El Reja                                          | No Hubo          | 23 de mayo de 2015    | 20:27  | 5.8         | Mediciones y Mercado |
| 17  | 17 | Maxi de la Cruz, Patricia Wolf, Coco Echagüe, Paola Bianco, Marcel Keoroglian, Vicky Rodríguez, Fer Vázquez, Camila Rajchman    | No Hubo          | 30 de mayo de 2015    | 20:31  | 5.6         | Mediciones y Mercado |
| 18  | 18 | Maxi de la Cruz, Patricia Wolf, Coco Echagüe, Paola Bianco, Marcel Keoroglian, Ximena Barbé, Leonardo Lorenzo                   | No Hubo          | 6 de junio de 2015    | 20:26  | 2.6         | Mediciones y Mercado |
| 19  | 19 | Maxi de la Cruz, Patricia Wolf, Coco Echagüe, Vicky Rodríguez, Marcel Keoroglian, María García, Agustín Casanova                | No Hubo          | 13 de junio de 2015   | 20:50  | 5.4         | Mediciones y Mercado |
| 20  | 20 | Maxi de la Cruz, Patricia Wolf, Coco Echagüe, Paola Bianco, Marcel Keoroglian, Lucía Brocal, Juanfra Saralegui, Soledad Ramírez | No Hubo          | 20 de junio de 2015   | 20:52  | 6.5         | Mediciones y Mercado |
| 21  | 21 | Maxi de la Cruz, Patricia Wolf, Coco Echagüe, Marcel Keoroglian, Sebastián González, Matías Alé                                 | No Hubo          | 27 de junio de 2015   | 21:03  | 7.5         | Mediciones y Mercado |
| 22  | 22 | Maxi de la Cruz, Patricia Wolf, Coco Echagüe, Paola Bianco, Alejandro Figueredo, Victoria Zangaro                               | No Hubo          | 4 de julio de 2015    | 21:00  | 7.1         | Mediciones y Mercado |

     Programa más visto

     Programa menos visto